# Рампа (конструкция)
Рампа в авиации — устройство, предназначенное для загрузки и разгрузки самолёта. Представляет собой механизированный люк в носовой либо хвостовой части фюзеляжа, способный опускаться на поверхность перрона. Рампой, как правило, бывают оборудованы грузовые и военно-транспортные самолёты, однако можно встретить трап-рампу и на пассажирских. Рампа позволяет выполнять погрузку «под бортом», когда грузовой автомобиль подъезжает вплотную к самолёту или даже въезжает внутрь. Погрузку некоторых грузов, к примеру, тяжёлой бронетехники, можно выполнить исключительно с помощью рампы. Размеры рампы грузового отсека Airbus Beluga позволяют погрузить в него фюзеляж другого самолёта. Кроме того, парашютное десантирование личного состава, перевозимого на военно-транспортных самолётах, происходит через открытую в полёте рампу.
Некоторые самолёты, оборудованные погрузочной рампой:

| - Ан-12 - Ан-26 - Ил-76 - Ан-225 «Мрия» — только в носовой части - Ан-124 «Руслан» - Messerschmitt Me.323 «Gigant» - Ан-22 «Антей» | - Boeing 747 - Су-80 - CASA CN-235 - CASA C-295 |

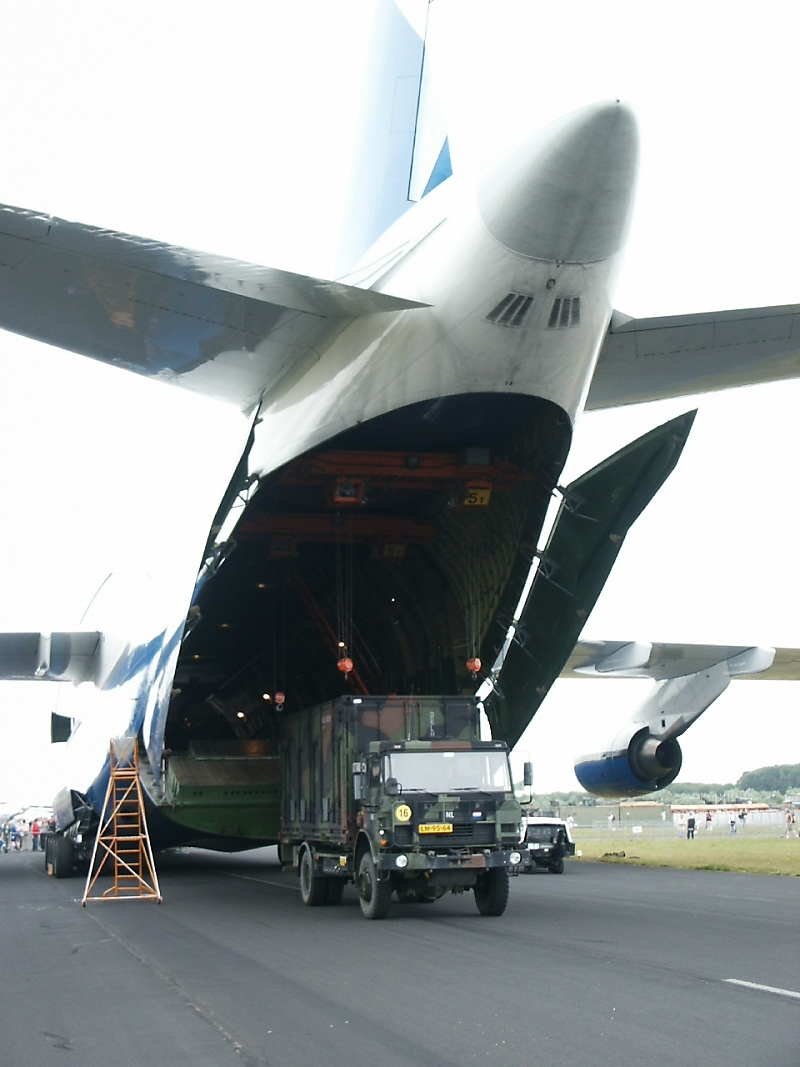
Ан-124
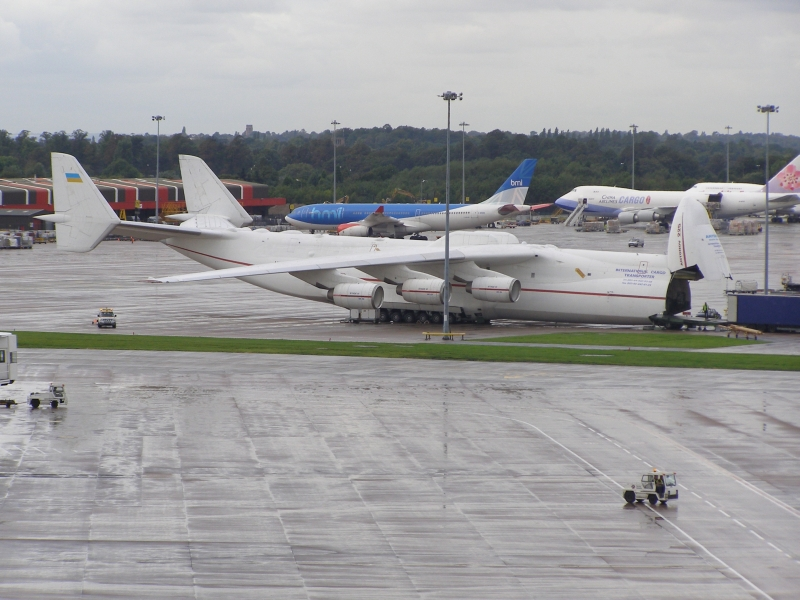
Ан-225
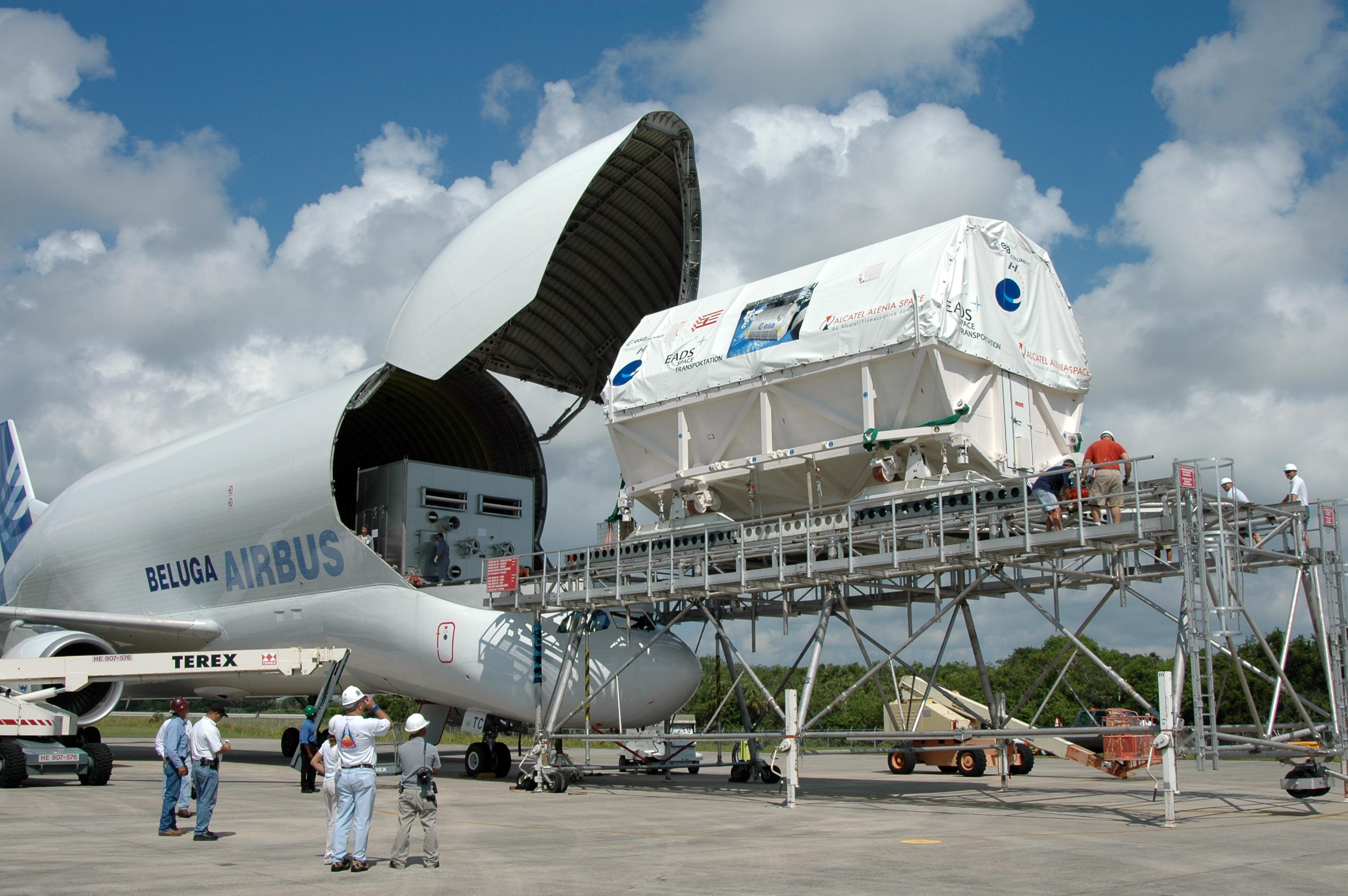
Airbus Beluga
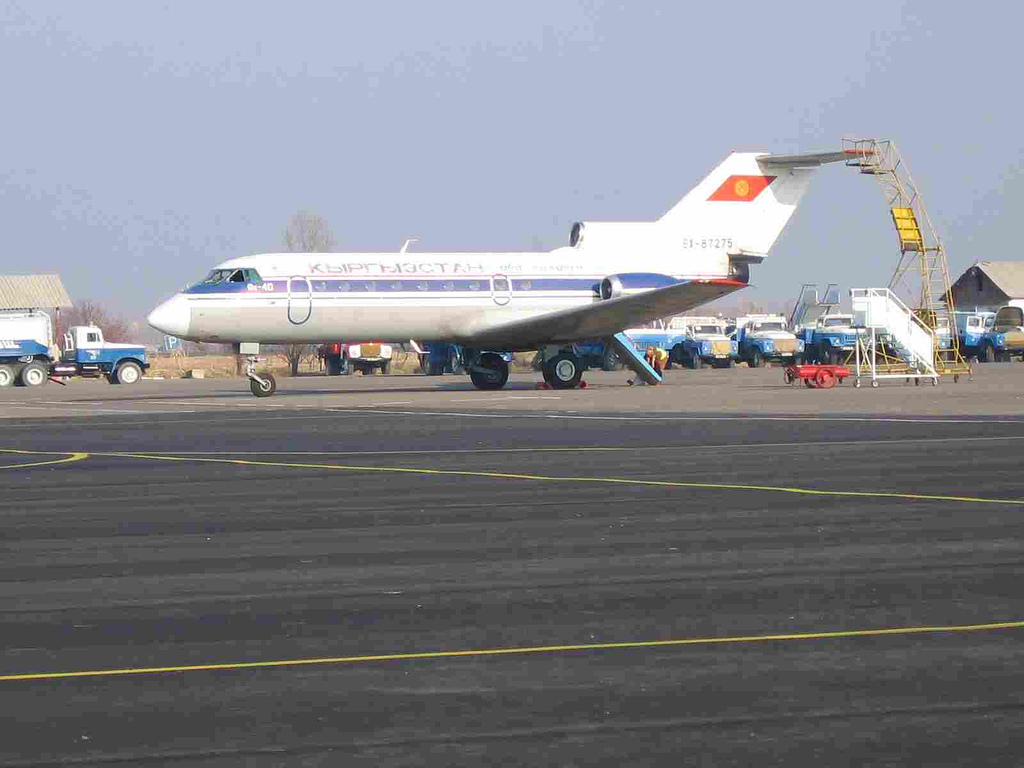
Хвостовая трап-рампа пассажирского Як-40
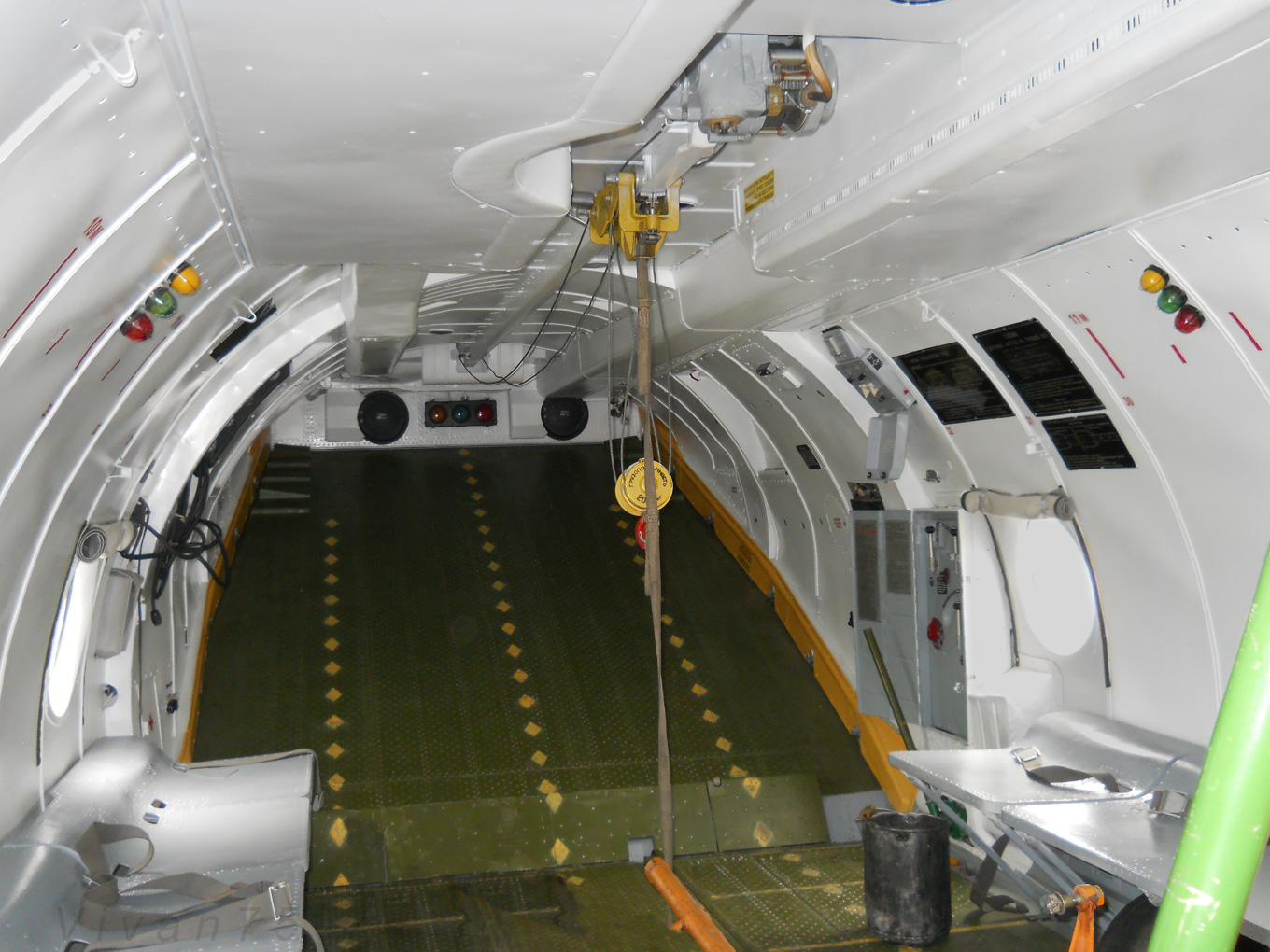
Задняя часть грузовой кабины Ан-26 с рампой и тельфером

## На флоте
В торговом флоте на судах часто рампу называют аппарелью. Обычно это устройство в носовой части корабля, транспортного (грузового) судна в торговом флоте типа RORO или парома для схода на берег пассажиров и личного состава, заезда и выезда транспортируемой техники, либо загрузки и выгрузки грузов.